# Julio Caro Baroja
Julio Caro Baroja (Madri, 13 de novembro de 1914 - Vera de Bidasoa, Navarra, 18 de agosto de 1995) foi um antropólogo, historiador, linguista, folclorista e ensaísta espanhol.
Foi discípulo de Telesforo Aranzadi, José Miguel de Barandiarán, Hermann Trimborn e Hugo Obermaier, que o encaminhou para os estudos de História e Etnografia. Mais tarde dirigiu o Museo del Pueblo Español em Madrid, mas basicamente trabalhou sozinho. Por várias razões, tanto pessoais como circunstanciais, manteve-se afastado da universidade, salvo dois curtos períodos de ensino, um em Coimbra e outro, muito mais tarde, no País Basco.
Membro da Real Academia Espanhola, da Real Academia de História e da Real Academia da Língua Basca. Recebeu o Prémio Príncipe das Astúrias de Ciências Sociais (1983), a Medalha de Ouro ao Mérito em Belas Artes (1984), o Prémio Nacional de Letras Espanholas, o Prémio Internacional Menéndez Pelayo (1989) e o Príncipe de Viana da Cultura (1989 ).
Uma praça em San Sebastián leva seu nome, assim como vários centros educacionais, em Guecho (Vizcaya) em 1981, em Fuenlabrada (Madri), em Pamplona e outro em Churriana (Málaga), cidade onde passou parte de sua vida. O Museu Etnológico de Navarra em Estella leva seu nome desde 1995.